# Lucas Vorsterman (rézmetsző, 1624–1666)
Ifjabb Lucas Vorsterman (Antwerpen, 1624–1666) flamand rézmetsző.
Apja, idősebbik Lucas Vorsterman tanítványa volt. Az ő portréit is nagyra becsülték, de kitűnő tájképeket és figurális tanulmányokat is metszett olyan művészek nyomán, mint Snyders és Holbein. Abraham van Diepenbeke nyomán több lovagi témát is készített.